# Topoľovka
Topoľovka (em húngaro: Topolóka) é um município da Eslováquia, situado no distrito de Humenné, na região de Prešov. Tem 7,79 km² de área e sua população em 2018 foi estimada em 808 habitantes.
Informações geográficas sobre a município de Topoľovka .
| Coordenadas geográficas de Topoľovka | Latitude: 48,9194 , Longitude: 21,8083 48 ° 55 ′ 10 ″ Norte, 21 ° 48 ′ 30 ″ Este |
| Área Topoľovka                       | 779 hectares 7,79 km²                                                            |
| Altitude Topoľovka                   | 152 m                                                                            |
| Clima de Topoľovka                   | Continental úmido (classificação climática de Köppen: Dfb)                       |

## Demografia
| Ano:        | 1994 | 2004   | 2014   | 2024   |
| ----------- | ---- | ------ | ------ | ------ |
| Broj ljudi: | 812  | 823    | 815    | 807    |
| Razlika:    |      | +1,35% | -0,97% | -0,98% |

| Ano:               | 2023 | 2024   |
| ------------------ | ---- | ------ |
| Número de pessoas: | 811  | 807    |
| Diferença:         |      | -0,49% |